# Aeroportul Municipal Franklin-John Beverly Rose
Aeroportul Municipal Franklin-John Beverly Rose (IATA: FKN, ICAO: KFKN, FAA LID: FKN) este un aeroport din Virginia, Statele Unite ale Americii ce deservește zona Franklin. Aeroportul a fost tranzitat în 2019 de 8 pasageri. A fost numit după zona deservită.
Situat la o altitudine de 12 m, aeroportul dispune de 1 pistă.

## Infrastructură

### Piste
Aeroportul dispune de o singură pistă. Pista 09/27 are suprafața de asfalt și dimensiunile 4.976 picioare × 100 picioare. 